# 大灘海

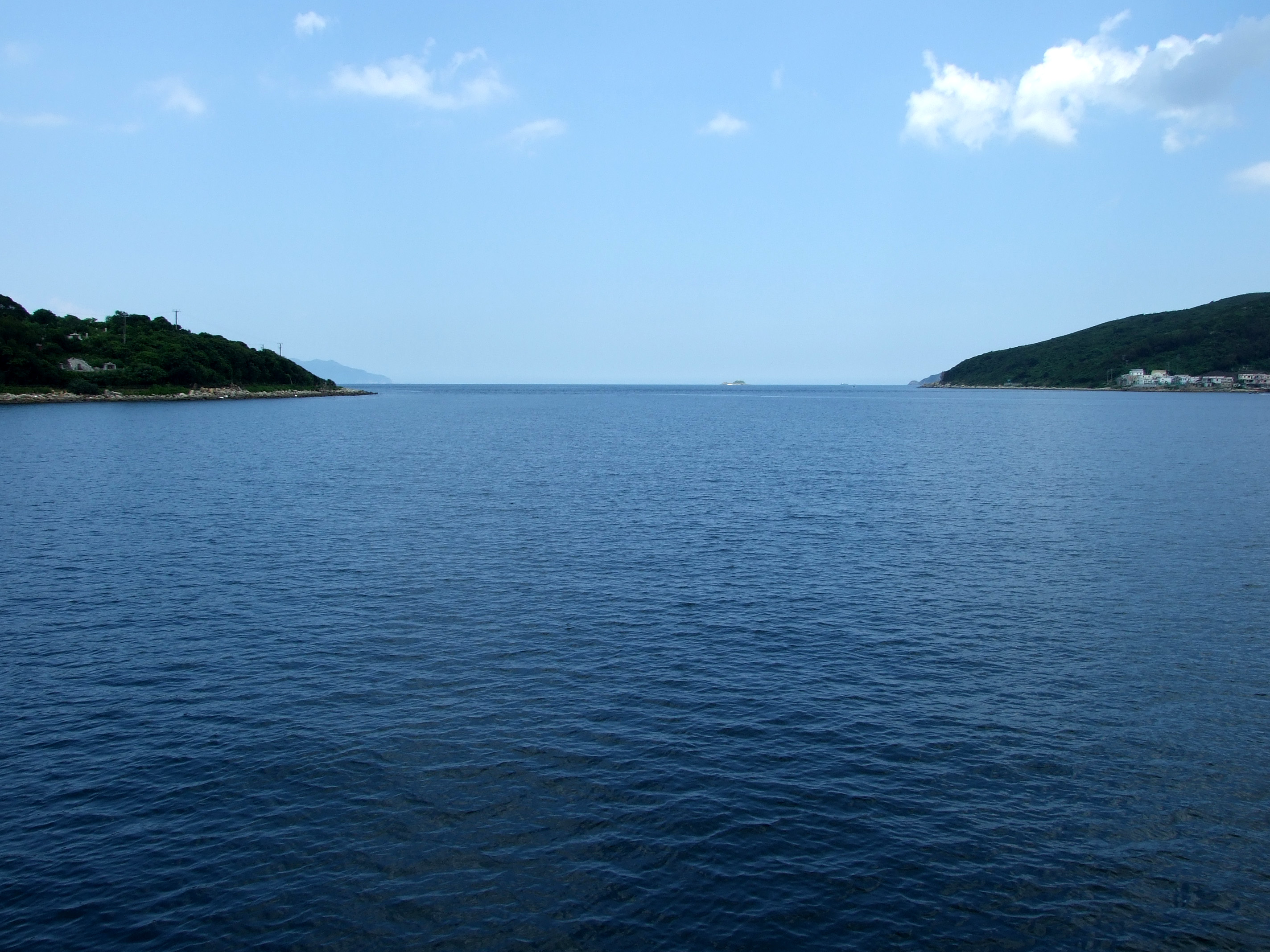
大灘海，中央位於塔門與高流灣咀之間為塔門口

大灘海（英語：Long Harbour）是位於香港新界西貢半島北部近灣仔半島的一個海域，受到西貢半島三面包圍而形成一個內港。海域東北處有一島嶼名為塔門，形成連接大赤門的海域及連接大鵬灣的塔門口。